# ۵۳۹ (میلادی)

## زادروزها
- شیلپریک یکم پادشاه فرانک‌ها زاده شد.